# Hospital Universitario Son Espases
El Hospital Universitario Son Espases es uno de los dos hospitales públicos con los que cuenta la ciudad de Palma de Mallorca, en España. El Hospital de Son Espases viene a sustituir al Hospital Son Dureta, el cual durante un periodo de más de 50 años ha sido el hospital de referencia para los ciudadanos de la isla de Mallorca.

## Historia y características
El Hospital Universitario Son Espases sustituye al Hospital Universitario Son Dureta, el cual a lo largo de más de 50 años ha sido el hospital público de referencia para los ciudadanos de las Islas Baleares, un centro en el cual se ha dado una asistencia sanitaria de alta calidad, donde se han formado gran parte de los profesionales sanitarios de Baleares, y un núcleo reconocido en la investigación y en la innovación a nivel nacional.
El proyecto del nuevo hospital es la infraestructura más importante que hasta ahora ha abordado el Gobierno de las Islas Baleares con un coste de obra e instalaciones de unos 235 millones de euros y una inversión en alta tecnología de 85 millones de euros.
El Hospital Universitario Son Espases ocupa una superficie edificada total de más de 172 mil metros cuadrados –aproximadamente dos veces y media más que el Hospital Universitario Son Dureta–, tiene capacidad por 1.020 camas de hospitalización, 26 quirófanos, 107 boxes de cuidados intensivos, 40 boxes para atención de urgencias, 230 espacios para consultas…
El Hospital Universitario Son Espases es un proyecto moderno que incorpora las principales innovaciones tecnológicas y de sistemas de información y que permite un avance cualitativo muy importante en la atención a los pacientes que requieren atención hospitalaria altamente cualificada.
El Hospital Universitario Son Espases es el hospital que atiende a una población de 330.000 habitantes del sector poniente de Palma y de los municipios de Esporlas, Bañalbufar, Estellenchs, Valldemosa, Andrach, Calviá, Sóller, Fornaluch y Deyá. Es además el hospital de referencia que ofrece atención de alta especialización para toda la población de Baleares.
El Hospital Universitario Son Espases está acreditado para la docencia de EIR, MIR, BIR, QIR, FIR, PIR y RFIR. En la actualidad cuenta con 35 especialidades acreditadas con cartera en expansión de cara a los próximos años. En 2011 tenía 261 residentes de los cuales 36 eran residentes de la especialidad de Medicina Familiar y Comunitaria que rotan por dicho hospital.

## Radioterapia
El Hospital Son Dureta puso fin de manera definitiva a su actividad asistencial en enero de 2012. El último paciente atendido lo fue por el Servicio de Radioterapia, a finales de enero de 2012.
El traslado de este Servicio desde el antiguo Hospital Son Dureta requirió una inspección por parte del Servicio de Seguridad Nuclear de Baleares.
Es el Servicio de Radioterapia, de referencia para toda la Comunidad Autónoma, dispone de tres aceleradores lineales. A partir de entonces comenzaron las tareas de instalación y calibración de la maquinaria. Mientras tanto, el Servicio continuó, ya que la puesta en marcha en el Hospital Universitario Son Espases comenzó en 2012. La adquisición de los nuevos aceleradores lineales, de la casa Varian, sitúa a Son Espases 15 años por delante comparado con los equipos que había en Son Dureta.

## Medicina Nuclear
El Servicio de Medicina Nuclear dispone de tres gammacámaras (2 equipos híbridos para técnica SPECT-TAC) para las exploraciones diagnósticas que abarcan la práctica totalidad de las especialidades, siendo el mayor volumen de Oncología, Cardiología, Neurología, Traumatología, Pediatría y Endocrinología. El Servicio dispone de tecnología PET-TAC de última generación para los estudios cerebrales (epilepsias, deterioros cognitivos, tumores) y oncológicos (caracterización de lesiones, estadificación inicial de múltiples tumores, reestadiﬁcaciones de las recurrencias, valoración de respuesta precoz al tratamiento y/o al ﬁnalizarlos, búsquedas de primario de origen desconocido y posibilidad de determinar la viabilidad de masas residuales o diferenciación de radionecrosis, por ejemplo, entre sus múltiples utilidades).

### Unidad de Radiofarmacia
La Unidad de Radiofarmacia depende funcional y orgánicamente del Servicio de Medicina Nuclear. Esta Unidad colabora principalmente en la preparación de las dosis de radiofármacos para la realización de las exploraciones gammagráficas. Anualmente se preparan más de 6.000 dosis de radiofármacos de los cuales más del 90% son tecneciados.
La unidad de radiofarmacia está organizada en dos áreas: área PET y área de Medicina Nuclear convencional. El área PET tiene una sala en la que se dosiﬁcan y dispensan los radiofármacos emisores de positrones para estudios PET. La zona de Medicina Nuclear tradicional dispone de 5 salas diferenciadas: sala de recepción de material, sala de almacén de fuentes y radiofármacos, sala de preparación de dosis de radiofármacos, sala de control de calidad y sala de almacenamiento de residuos radiactivos.

### Polémica
Hubo una grave infracción de los protocolos en esta Unidad. Durante tres semanas, en septiembre de 2010 se omitieron los controles de calidad de los fármacos radiactivos tecneciados usados para gammagrafías. Se puso una denuncia y en noviembre de 2011 se realizó en dicha Unidad de Radiofarmacia una inspección del Servicio de Seguridad Nuclear de Baleares. Se puso también una denuncia en el Juzgado de Instrucción en relación con la omisión de controles de calidad en otras fechas.

## Cirugía General y del Aparato Digestivo
El Servicio de Cirugía General y del Aparato Digestivo se encuentra situado en la planta +2, pasillo Q. Se encuentra organizado en distintan unidades que abarcan la cirugía hepatobilipancreática, la cirugía oncológica peritoneal, la cirugía colorrectal, la cirugía de pared abdominal, la cirugía endocrina y la cirugía esofagogástrica. En 2019 se anunció el inicio del programa de trasplante hepático resultado de la coordinación de este servicio con el de Digestivo.

## Digestivo y Endoscopias
El servicio de digestivo ha realizado más de 500 exploraciones con cápsula endoscópica. Actualmente, el Hospital Universitario Son Espases es el único centro de las Baleares que realiza esta exploración, que consiste en la ingesta de una cápsula del tamaño aproximado de una píldora. La cápsula está equipada con una microcámara con capacidad para realizar dos fotografías por segundo y transmitirlas a un registrador que el paciente lleva incorporado en un cinturón.

## Unidad de Investigación
La Unidad de Investigación de Son Espases está ubicada en el edificio S. En este edificio se encuentran diferentes grupos de investigación de los que podemos destacar:
- Unidad de Investigación Consorcio de Apoyo a la Investigación Biomédica en Red (CAIBER).[14]
- Grupo de Obesidad y Diabetes del Instituto Universitario de Investigación de Ciencias de la Salud (IUNICS).[15]

La Unidad de Investigación Clínica tiene como objetivo realizar ensayos clínicos.
El Grupo de Obesidad y Diabetes del IUNICS tiene como líneas de investigación:
- Tratamiento multidisciplinar de la obesidad mórbida.[16]
  - Tratamiento multidisciplinar de la obesidad y la diabetes mellitus tipo 2 en una unidad metabólica avanzada.
  - Abordaje Telemático Interdisciplinar de la Obesidad Mórbida.[17]
- Efectos de los tratamientos con Insulina, Liraglutida y cirugía bariátrica para la mejora de la DMT2 en pacientes con obesidad grado I.
- Mecanismos fisiológicos y moleculares en la resolución de la diabetes mellitus tipo 2 tras cirugía bariátrica.
- Mecanismos centrales de control de la ingesta y la homeostasis glucídica por parte de las incretinas. Papel en el desarrollo y evolución del Síndrome Metabólico.
- Prevención y tratamiento de la obesidad juvenil mediante terapia conductual: Implantación de un programa de alimentación saludable y actividad física dirigido a adolescentes en centros de Educación Secundaria.
- Evaluación del papel beneficioso de una dieta con alto contenido en pescado blanco en la evolución del Síndrome Metabólico.

## Localización
El Hospital Universitario Son Espases está situado en la Carretera de Valldemosa, en las afueras de Palma, entre la denominada finca de Son Espases, entre Es Secar de la Real, Son Serra Perera, el Polígono de Son Castelló y el núcleo de Son Sardina. Está bien comunicado con Palma, al que se puede acceder en autobús.

## Comisión sobre Son Espases
El pleno del Parlamento de las Islas Baleares aprobó en octubre de 2014 la creación de una comisión de investigación sobre la construcción del Hospital Universitario Son Espases para analizar tanto a la etapa del gobierno autonómico del PP entre los años 2003-2007 como al periodo del Pacto de Progreso del periodo 2007-2011. La Cámara ha debatido y votado dos iniciativas para la creación de sendas comisiones de investigación sobre Son Espases, una presentada por el PP y otra por el PSIB, pero finalmente sólo ha sido aprobada la del PP, con sus votos y los del MÉS per Mallorca.